# Menécio (satélite)
Menécio é o corpo secundário do asteroide troiano de Júpiter denominado de 617 Pátroclo.

## Descoberta e nomeação
Esse objeto foi descoberto no dia 22 de setembro de 2001, pelos astrônomos F. Marchis, M. H. Wong, J. Berthier, P. Descamps, D. Hestroffer, F. Vachier, D. Le Mignant, e I. de Pater usando observações do telescópio de óptica adaptativa do Observatório Gemini North, Mauna Kea, Havaí, EUA. Sua descoberta foi nunciada em 29 de outubro de 2001, e recebeu a designação provisória de S/2001 (617) 1. Sua designação permanente I Menécio, foi atribuída em 02 de fevereiro de 2006; recebendo o nome do pai do lendário Pátroclo, um personagem da mitologia grega.

## Características físicas e orbitais
Estima-se que os dois componentes orbitam em torno do seu centro de massas há cada 4,283 ± 0,004 dias a uma distância de 680 ± 20 quilômetros, descrevendo uma órbita aproximadamente circular. Esse corpo celeste tem um diâmetro estimado de cerca de 98 ± 10 km.